# Жињи (Јура)
Жињи (фр. Gigny) насеље је и општина у источној Француској у региону Франш-Конте, у департману Јура која припада префектури Лон ле Соније.
По подацима из 2011. године у општини је живело 296 становника, а густина насељености је износила 18,45 становника/km². Општина се простире на површини од 16,04 km². Налази се на средњој надморској висини од 450 метара (максималној 579 m, а минималној 359 m).

## Демографија
| 1962. | 1968. | 1975. | 1982. | 1990. | 1999. | 2011. |
| ----- | ----- | ----- | ----- | ----- | ----- | ----- |
| 259   | 268   | 242   | 222   | 251   | 260   | 296   |

График промене броја становника у току последњих година